# JESSICA
JESSICA (Joint European Support for Sustainable Investment in City Areas – Wspólne Europejskie Wsparcie na rzecz Zrównoważonego Inwestowania w Obszarach Miejskich) – program Unii Europejskiej, będący wspólnym przedsięwzięciem realizowanym przez Komisję Europejską, Europejski Bank Inwestycyjny oraz Bank Rozwoju Rady Europy, należący obok inicjatyw JASPERS oraz JEREMIE do głównych elementów unijnej polityki spójności. Realizację programu przewidziano na okres 2007-2013.

## Cele i założenia programu
Celem inicjatywy jest pomoc w zakresie trwałych inwestycji w obrębie miast, opartych o nowoczesne instrumenty wsparcia. Charakterystyczną cechą programu jest finansowanie ciągłe i odnawialne, co umożliwia wielokrotne wykorzystywanie środków pomocowych. W ramach inicjatywy instytucja wprowadzająca program operacyjny może z części środków programowych utworzyć fundusz rozwoju miast (Urban Development Fund), którym zarządza wybrana w drodze przetargu instytucja finansowa, dokonująca potem także samodzielnie wkładu w postaci np. obligacji. Projekty finansowane przez fundusz – oprócz silnego związku z procesem odnowy i rozwoju miast – muszą odznaczać się biznesplanami wykazującymi co najmniej poziom samofinansowania. Formy wsparcia z funduszu UDF mogą być łączone także z innymi dotacjami, służąc tym samym finansowaniu pomostowemu.